# Piotr Jakowlew
Piotr Aleksandrowicz Jakowlew (ur. 1892 w Niżnym Nowogrodzie, zm. 15 kwietnia 1959 w Moskwie) – pułkownik NKWD, jeden ze sprawców zbrodni katyńskiej.
W 1918 wstąpił do Czeki, a w 1919 do RKP(b). W 1936 zastępca szefa Oddziału Łączności Wydziału Administracyjno-Gospodarczego (AChU) NKWD ZSRR i zastępca szefa Oddziału Samochodowo-Technicznego NKWD. Od 1936 starszy lejtnant i kapitan NKWD, od 1943 podpułkownik i pułkownik. Wiosną 1940 uczestniczył w organizowaniu transportów polskich jeńców i więźniów obozów w Kozielsku, Ostaszkowie i Starobielsku, za co 26 października 1940 wraz z innymi funkcjonariuszami został nagrodzony przez szefa NKWD Ławrientija Berię. Od 1954 na emeryturze.
Pochowany na Cmentarzu Dońskim.

## Odznaczenia
- Order Lenina (21 lutego 1945)
- Order Czerwonego Sztandaru (trzykrotnie - 20 września 1943, 3 listopada 1944 i 25 lipca 1949)
- Order Czerwonej Gwiazdy (22 lipca 1937)
- Order „Znak Honoru” (19 grudnia 1937)
- Odznaka Zasłużony Funkcjonariusz Czeki/OGPU/NKWD (20 grudnia 1936)